# Condado de Hamilton (Nebraska)
El condado de Hamilton (en inglés: Hamilton County), fundado en 1867 y con su nombre en honor al economista Alexander Hamilton, es un condado del estado estadounidense de Nebraska. En el año 2000 tenía una población de 9.403 habitantes con una densidad de población de 7 personas por km². La sede del condado es Aurora.

## Geografía
Según la oficina del censo el condado tiene una superficie total de 1417 km² (547,1 mi²), de los que 1409 km² (544 mi²) son tierra y 3 km² (1,2 mi²) (0,57%) son agua.

## Condados adyacentes
- Condado de Polk - noreste
- Condado de York - este
- Condado de Clay - sur
- Condado de Hall - oeste
- Condado de Merrick - norte

## Demografía
Según el censo del 2000 la renta per cápita media de los habitantes del condado era de 40.277 dólares y el ingreso medio de una familia era de 45.659 dólares. En el año 2000 los hombres tenían unos ingresos anuales 29.238 dólares frente a los 20.308 dólares que percibían las mujeres. El ingreso por habitante era de 17.590 dólares y alrededor de un 7.50% de la población estaba bajo el umbral de pobreza nacional.

## Ciudades y pueblos
- Aurora
- Giltner
- Hampton
- Hordville
- Marquette
- Phillips
- Stockham